# MedienPädagogik (Zeitschrift)
MedienPädagogik ist eine elektronische Fachzeitschrift, die sich als „Zeitschrift für Theorie und Praxis der Medienbildung“ versteht. Sie wird gemeinsam von der Sektion Medienpädagogik der Deutschen Gesellschaft für Erziehungswissenschaft und der Pädagogischen Hochschule Zürich herausgegeben. Sie ist eine Open-Access-Zeitschrift, die keine Publikationsbeiträge oder Abonnementgebühren erhebt. Sie erscheint seit 2000 jährlich mit etwa zwei Themenheften sowie regelmäßigen Einzelbeiträgen und Rezensionen.
Zielgruppe der Zeitschrift sind Kommunikations- und Medienwissenschaftler sowie Fachleute der Medienpädagogik. Die Zeitschrift bietet ein Forum, um Fragen der medienpädagogischen Theoriebildung zu verhandeln und sich über den Stand des Fachdiskurses zu orientieren.
Die Beiträge erscheinen in Themenheften sowie in einer eigenen Rubrik für Einzelbeiträge. Die Beiträge der Zeitschrift sowie die Einzelbeiträge können als PDF-Dokumente kostenlos auf der Website der Zeitschrift abgerufen werden. 
Die Zeitschrift MedienPädagogik wird mit der Software Open Journal Systems betrieben und ist in verschiedenen bibliografischen Datenbanken wie z. B. Directory of Open Access Journals und WorldCat aufgeführt.
Als Herausgeber der Zeitschrift fungieren die Wissenschaftler Klaus Rummler (Geschäftsführender Herausgeber; Pädagogische Hochschule Zürich), Sara Signer (Pädagogische Hochschule Zürich), Thomas Hermann (Pädagogische Hochschule Thurgau), Manuela Pietraß (Universität der Bundeswehr München), Kai-Uwe Hugger (Universität zu Köln) und Stefan Iske (Otto-von-Guericke-Universität Magdeburg). Weitere Professorinnen und Professoren gehören dem wissenschaftlichen Beirat an.